# Podregion Joensuu
Podregion Joensuu (fiń. Joensuun seutukunta) – podregion w Finlandii, w regionie Karelia Północna.
W skład podregionu wchodzą gminy:
- Heinävesi (od 2021)[2],
- Ilomantsi,
- Joensuu,
- Juuka,
- Kontiolahti,
- Liperi,
- Outokumpu,
- Polvijärvi.